# 桜たまこ
桜 たまこ（さくら たまこ、本名：別府 みちる（べふ みちる）、1961年9月22日 - 2024年8月）は日本の元歌手。
現在は引退し主婦である。鹿児島県出身。所属は新栄プロダクション。広島県にて死去。

## 経歴
石坂まさを音楽教室の出身者で門下生でもある。1976年にミノルフォンレコードより『美しき独占』でデビューしたがヒットには繋がらなかった。しかし2曲目の『東京娘』（1976年12月1日発売）が約20万枚を売り上げるヒットとなり一躍有名になった。
『東京娘』は1961年に渡辺マリが大ヒットさせた『東京ドドンパ娘』のリメイク版とも言われ、数あるドドンパシリーズの一曲となりヒットした。第二弾として『おじさんルンバ』をリリースしたがヒットとはならなかった。
デビュー以来4年間で通算シングル4枚、アルバム（LP）1枚をリリースして1979年に引退した。
その後は1983年にグラビア雑誌「スコラ」でセミヌードを披露している。
また1988年にはフジテレビ「'88夏休みスペシャル 思い出のアイドルスター大集合in大磯」に出演して「東京娘」を生歌唱披露している。

## ディスコグラフィ
- 全てミノルフォンレコードからリリース。

### シングル
| # | 発売日          | A/B面 | タイトル         | 作詞       | 作曲       | 編曲         | 規格品番 |
| - | --------------- | ----- | ---------------- | ---------- | ---------- | ------------ | -------- |
| 1 | 1976年 6月1日   | A面   | 美しき独占       | 石坂まさを | 城賀イサム | あかのたちお | KA-1002  |
| 1 | 1976年 6月1日   | B面   | 若葉のふたり     | 石坂まさを | 石坂まさを | あかのたちお | KA-1002  |
| 2 | 1976年 12月1日  | A面   | 東京娘           | 石坂まさを | 杉本真人   | 京建輔       | KA-1031  |
| 2 | 1976年 12月1日  | B面   | さよなら健ちゃん | 石坂まさを | 岡千秋     | 伊藤雪彦     | KA-1031  |
| 3 | 1977年 6月20日  | A面   | おじさんルンバ   | 石坂まさを | 杉本真人   | 京建輔       | KA-1061  |
| 3 | 1977年 6月20日  | B面   | 明日山脈         | 石坂まさを | 石坂まさを | 伊藤雪彦     | KA-1061  |
| 4 | 1977年 12月15日 | A面   | 江の島海岸       | 石坂まさを | 岡千秋     | 池田興夫     | KA-1084  |
| 4 | 1977年 12月15日 | B面   | あなたの腕の中   | 石坂まさを | 城賀イサム | 池田興夫     | KA-1084  |

### アルバム
| 発売日         | 規格 | 規格品番   | タイトル |
| -------------- | ---- | ---------- | --- |
| 1977年5月      | LP   | KC-8028    | 東京娘 Side:A 1. 東京娘 2. 空港 3. 想い出の樹の下で 4. 横須賀ストーリー 5. 想い出ぼろぼろ 6. あなたにあげる Side:B 1. 美しき独占 2. ビューティフルサンデー 3. およげ!たいやきくん 4. 泣き虫天使 5. 恋人岬 6. 北の宿から ボーナストラック 1. 若葉のふたり 2. さよなら健ちゃん 3. おじさんルンバ 4. 明日山脈 5. 江の島海岸 6. あなたの腕の中 7. 美しき独占 (カラオケ) 8. 東京娘 (カラオケ) |
| 2015年10月21日 | CD   | CDSOL-1688 | 東京娘 Side:A 1. 東京娘 2. 空港 3. 想い出の樹の下で 4. 横須賀ストーリー 5. 想い出ぼろぼろ 6. あなたにあげる Side:B 1. 美しき独占 2. ビューティフルサンデー 3. およげ!たいやきくん 4. 泣き虫天使 5. 恋人岬 6. 北の宿から ボーナストラック 1. 若葉のふたり 2. さよなら健ちゃん 3. おじさんルンバ 4. 明日山脈 5. 江の島海岸 6. あなたの腕の中 7. 美しき独占 (カラオケ) 8. 東京娘 (カラオケ) |

## 主なテレビ出演
- フジテレビ「夜のヒットスタジオ」（1976年6月28日、1977年1月10日）
- フジテレビ「'88夏休みスペシャル 思い出のアイドルスター大集合in大磯」（1988年7月22日）